# Planet Jedward
Pour les articles homonymes, voir Victory.
Albums de Jedward
Victory
(2011)
Singles

## Liste des titres
| #   | Titre              | Compositeur(s)                                                              | Producteur(s)   | Durée |
| --- | ------------------ | --------------------------------------------------------------------------- | --------------- | ----- |
| 1.  | Lipstick           | Daniel Priddy, Lars Halvor Jensen et Martin Michael Larsson                 | DEEKAY          | 3:52  |
| 2.  | Bad Behaviour      | Daniel Priddy, Reuben Priddy,                                               | Daniel Priddy   | 2:54  |
| 3.  | Everyday Superstar | Johannes Jorgensen, Lindy Robbins, Lars Halvor Jensen, Drew Ryan Scott      | DEEKAY          | 3:01  |
| 4.  | My Miss America    | Allan Eshuijs, Lars Halvor Jensen, Simon Hermansen                          | DEEKAYet Gettic | 3:21  |
| 5.  | Your Biggest Fan   | Allan Eshuijs, Simon Hermansen, Lars Halvor Jensen                          | DEEKAYet Gettic | 3:53  |
| 6.  | DISTortion         | Daniel Priddy                                                               | Daniel Priddy   | 2:37  |
| 7.  | Pop Rocket         | Martin Michael Larsson, Alex James, Lars Halvor Jensen                      | DEEKAY          | 3:20  |
| 8.  | Saturday Night     | Daniel Priddy                                                               | Daniel Priddy   | 3:11  |
| 9.  | Techno Girl        | Daniel Priddy                                                               | Daniel Priddy   | 3:07  |
| 10. | Wow Oh Wow         | Oritsé Williams Johannes Joergensen, Savan Kotecha, Daniel Klein            | DEEKAY          | 3:20  |
| 11. | Celebrity          | Daniel Priddy                                                               | Daniel Priddy   | 3:39  |
| 12. | Hold The World     | Lars Halvor Jensen, Drew Ryan Scott, Reed Vertelney, Martin Michael Larsson | DEEKAY          | 3:29  |